# Якутский театр оперы и балета имени Д. К. Сивцева
Государственный театр оперы и балета Республики Саха (Якутия) имени Д. К. Сивцева — Суорун Омоллоона (якут. Д.К. Сивцев - Суорун Омоллоон аатынан Саха Өрөспүүбүлүкэтин Ил Опера уонна Балет театра) — государственный театр оперы и балета Республики Саха (Якутия). Расположен в Якутске.

## Общие сведения
Государственный театр оперы и балета Республики Саха (Якутия) имени Д. К. Сивцева — Суорун Омоллоона содержится в специально возведенном при СССР. Здание театра было возведено в 1982 году, последняя реконструкция произведена в 2000 году. Зрительный зал театра рассчитан на 643 места. 

## История

### Истоки якутской оперы
В 1940 году начали свою работу балетная труппа и музыкально-вокальный коллектив на базе государственного хора Якутии, организованного основоположником якутской музыкальной культуры М. Н. Жирковым. Хормейстером был В. П. Попов, общее руководство осуществлял Т. П. Местников, балетмейстеры — С. В. Владимиров-Климов и И. А. Каренин, концертмейстеры П. К. Розинская и педагог по вокалу А. Костин, а также С. Джангваладзе, Г. Кривошапко. Среди известных певцов этого коллектива были А. Новгородова, Т. П. Местников, М. Н. Жирков, А. Егорова, Е. Захарова, Н. Харитонов, Г. М. Кокшарский.
В период 1944—1948 годов функционировал первый самостоятельный якутский музыкальный театр-студия. Результатом его деятельности стали первые в республике постановки национальных оперы и балета: оперы-олонхо «Нюргун Боотур» композиторов М. Н. Жиркова и Г. И. Литинского (Москва) на основе одноимённой музыкальной драмы Д. Сивцева — Суорун Омоллона, и балета «Полевой цветок» на основе якутской народной сказки «Старуха Бейберикеен» (тех же авторов) в 1947 году. В 1948 году был поставлен балет Б. Асафьева «Бахчисарайский фонтан». Однако в дальнейшем вплоть до 1955 года музыкальные спектакли во вновь реорганизованном музыкально-драматическом театре почти не ставились.
Следующий этап возрождения музыкально-вокального коллектива театра начался с середины 1950-х годов: с постановки новой редакции «Нюргун Боотура» в Якутске (1955), а затем в Москве с активным участием в Декаде якутской литературы и искусства (1957); с первыми выпусками якутской оперной студии при Уральской государственной консерватории, хореографического отделения художественно-музыкального училища; с появлением следующей оперы, лирической по жанру, композитора Г. А. Григоряна «Лоокуут и Нюргусун». Ранее — в 1957 году — в Москве состоялась премьера театральной оратории этого автора «Якутская праздничная». Таким образом, театр способствовал становлению национальной композиторской школы.
В 1960-е годы в репертуаре якутского музыкально-драматического театра появляются новые произведения Г. Григоряна, Г. Литинского на якутские темы: первая оперетта «Цветок Севера», опера «Красный шаман», балетов «Алый платочек», «Радость Алтана». В 1964 году с огромным успехом шёл балет Ж. Батуева «Чурумчуку». В театре начали работать: А. Егорова как режиссёр, первый балетмейстер А. Мохотчунова, солисты балета Е. Степанова, К. Иванова, Г. Баишев, А. Попов, певцы А. Таразанов, А. Яковлева, А. Соколовский, пианист Н. Слепцов и другие.
Театр стал шире знакомить зрителей, слушателей с выдающимися произведениями русской и мировой классики. В это десятилетие начинаются первые гастроли балета, вокальной группы; с 1970 года — всего музыкального коллектива театра.

### Создание и развитие госучреждения
Наконец в 1971 году заведению был присвоен статус Государственного Музыкального театра, от которого собственно и начинает отсчёт сезонов Якутская опера.
В 1982 году театр переехал в новое здание, в котором работает и в настоящее время.
В 1991 году музыкальный театр был реорганизован в театр оперы и балета.
В 2001 году театру присвоено имя Д. К. Сивцева — Суорун Омоллоона, народного писателя Якутии, автора многих оперных и балетных либретто.
В настоящее время (2000-е годы) уже традиционными для Государственного театра оперы и балета Республики Саха (Якутия) имени Д. К. Сивцева — Суоруна Омоллоона стали участие в ряде фестивалей и смотров, а также организация и проведение на собственной базе ряда культурных мероприятий, в частности:
- Фестиваль музыки Дж. Верди;
- Фестиваль классического балета «Северный дивертисмент» (с 1990 года);
- Всероссийский фестиваль классического балета «Стерх» (с 2000 года).

## Репертуар
В репертуаре Государственного театра оперы и балета Республики Саха (Якутия) имени Д. К. Сивцева — Суоруна Омоллоона — национальные (якутские), русские и мировые оперы и балеты, как классические, так и творческие эксперименты, а также оперетты и мюзиклы: «Нюргун Боотур» М. Жиркова и Г. И. Литинского, «Лебединое озеро» П. И. Чайковского, «Риголетто» Дж. Верди и др.[значимость факта?]
Театр является площадкой проведения интересных культурных и других событий Республики Саха (Якутия), в частности традиционными на его сцене стали фестивали, смотры, концерты мастеров искусств республики.[значимость факта?]